# Krzysztof Jakub Święcicki
Krzysztof Jakub Święcicki (ur. 25 lipca 1944 roku w Sulejówku, zm. 21 maja 2018 w Warszawie) – nauczyciel, informatyk, urzędnik, dziennikarz. Animator edukacji informatycznej i edukacji wspomaganej narzędziami technologii informacyjno-komunikacyjnej w Polsce.

## Życiorys
W 1969 roku ukończył studia na Wydziale Matematyki Uniwersytetu Warszawskiego. W tym samym roku rozpoczął pracę jako nauczyciel matematyki w Liceum Ogólnokształcącym im. Ignacego Paderewskiego w Sulejówku, którego był absolwentem.
W latach 1984 - 2005 pracował jako specjalista w Ministerstwie Oświaty i Wychowania oraz Ministerstwie Edukacji Narodowej, gdzie zajmował się powszechną edukacją informatyczną. W latach 2004-2005 kierował Wydziałem Informatyzacji Procesów Edukacyjnych Ministerstwa.

### Działalność na rzecz edukacji informatycznej
- Członek Rady Naukowej Ogólnopolskiej Fundacji Edukacji Komputerowej w latach1986 - 2011[4].
- Redaktor naczelny i współautor koncepcji czasopisma „Komputer w Szkole” (było to pierwsze czasopismo pedagogiczne poświęcone w całości edukacji informatycznej, miesięcznik, od 1995 dwumiesięcznik) w latach 1990 - 1999[4] [5].
- Współtwórca i Członek Komitetu Głównego Olimpiady Informatycznej w latach 1993 - 2018[6].
- Współautor oraz współrealizujący ogólnopolskie projekty wyposażenia szkół w sprzęt komputerowy i szkolenia informatyczne dla nauczycieli: Pracownia internetowa w każdej gminie 1998 roku i Pracownia internetowa w każdym gimnazjum w latach 1999 - 2001[7].
- Sekretarz Rady Programowej Partnerstwa dla Przyszłości 2004 - 2013[8].
- Redaktor portalu Edustyle.pl (edukacja w dobrym stylu) 2011 - 2018[1].

## Publikacje
Jest autorem publikacji dotyczących edukacji informatycznej i opracowań z zakresu statystyki oświaty.
- Stachura, Bogumił, i Krzysztof Święcicki. Wybrane zagadnienia z EWIKANU 84 / na podstawie danych ze spisu dokonanego 1.10.1984 r. oprac. Bogumił Stachura, Krzysztof Święcicki ; Ministerstwo Oświaty i Wychowania. Departament Organizacji Badań i Informacji Pedagogicznej. Warszawa: Wydaw. Szkolne i Pedagogiczne, 1985.
- Stachura, Bogumił, Krzysztof Święcicki, i Wydawnictwa Szkolne i Pedagogiczne. Wybrane zagadnienia z EWIKANU - 86 / na podstawie danych ze spisu dokonanego 1. 10. 1986 r. oprac. Bogumił Stachura, Krzysztof Święcicki ; Ministerstwo Oświaty i Wychowania. Departament Organizacji Badań i Informacji Pedagogicznej. Warszawa: Wydawnictwa Szkolne i Pedagogiczne, 1987.
- Boguta, Kazimierz i in. Wybrane zagadnienia z Ewikanu 88 : na podstawie danych ze spisu nauczycieli i wychowawców dokonanego 1 października 1988 roku. T. 2, Wieś / oprac. Kazimierz Boguta, Bogumił Stachura, Krzysztof Święcicki ; Ministerstwo Edukacji Narodowej. Departament Kształcenia i Doskonalenia Nauczycieli. Warszawa: Wydawnictwa Szkolne i Pedagogiczne, 1989.
- Święcicki, Krzysztof i in. Komputer w Szkole : miesięcznik Ministerstwa Edukacji Narodowej / Ogólnopolska Fundacja Edukacji Komputerowej ; [Krzysztof J. Święcicki red. nacz.]. Warszawa ; OFEK, 1990. ISSN: 08669619
- Święcicki, Krzysztof Jakub i in. „Jeszcze jeden rok za nami... : dyskusja redakcyjna / Krzysztof J[akub] Święcicki, Jerzy Dałek, Michał Dmowski ; oprac. Agnieszka Titow-Weychert.” Komputer w Szkole. 1993.
- Święcicki, Krzysztof Jakub. „Edukacja informatyczna ’93 : sprawozdanie Wydziału ds. Komputeryzacji MEN. Cz.1-2 / oprac. Krzysztof Jakub Święcicki.” Komputer w Szkole. 1994.
- Dałek, Jerzy, i Krzysztof Jakub Święcicki. „Internet dla szkół / Jerzy Dałek ; rozm. przepr. Krzysztof J[akub] Święcicki.” Komputer w Szkole. 1995.
- Święcicki, Krzysztof, i Andrzej Walat. Szkolny słownik informatyki / Krzysztof Święcicki, Andrzej Walat. Warszawa: „BGW”, 1995.
- Trawka, Anna, i Krzysztof Jakub Święcicki. „Kłopoty na własne życzenie : (rozmowa o rozszerzonym nauczaniu informatyki). [Cz. 1-2] / Anna Trawka, Krzysztof Jakub Święcicki.” Komputer w Szkole. 1996.
- Dałek, Jerzy, i Krzysztof Jakub Święcicki. „Projekt «Pracownia internetowa w każdej gminie» / Jerzy Dałek, Krzysztof Jakub Święcicki.” Wychowanie Techniczne w Szkole. 1999. s.28-31.

- Białek, Henryk, Jerzy Dałek, i Krzysztof Święcicki. Ministerstwo Edukacji Narodowej o edukacji informatycznej / ; [z. oprac. Jerzy Dałek ; [z. oprac. Krzysztof Święcicki ; współprac. Henryk Białek. i in.]. Warszawa: MEN. Biuro Administracyjne, 2001. ISBN 8388035452
- wsp.: Kędzierska, Barbara, i Jacek Migdałek. Informatyczne przygotowanie nauczycieli : konkurencja edukacji informatycznej / ; red. Jacek Migdałek ; red. Barbara Kędzierska. Kraków: „Rabid”, 2002. ISBN 8388668366
- Święcicki, Krzysztof Jakub. „Projekty internetowe adresowane do szkół finansowane z budżetu państwa Krzysztof Jakub Święcicki”. Nowoczesne techniki informacyjne w nauce, edukacji i doradztwie dla wsi i rolnictwa : materiały z konferencji, 16-18 września 2004 r., Brwinów - Warszawa. 2005

Odznaczony Złotym Krzyżem Zasługi za zasługi w działalności na rzecz rozwoju edukacji informatycznej.